# Comté de Hill (Texas)
Pour les articles homonymes, voir Hill et Comté de Hill.
Le comté de Hill, en anglais : Hill County, est un comté situé dans le nord-centre de l'État du Texas aux États-Unis. Fondé le 7 février 1853, son siège de comté est la ville de Hillsboro. Selon le  recensement de 2020, sa population est de 35 874 habitants. Le comté a une superficie de 2 553 km2, dont 2 492 km2 en surfaces terrestres.  Le nom de baptême du comté fait l'objet de deux versions différentes.

## Organisation du comté
Le comté est fondé le 7 février 1853, à partir des terres du comté de Navarro. Il est définitivement organisé et autonome, le 14 mai 1853. 
Le comté est baptisé soit à la mémoire de George Washington Hill, secrétaire à la guerre et secrétaire de la marine de la république du Texas, ou bien en référence aux chaînes de collines, en anglais : hill, qui s'étendent à travers la partie est du comté.

## Comtés adjacents
|                 | Comté de Johnson  | Comté d'Ellis      |
| Comté de Bosque | Comté de Hill     | Comté de Navarro   |
|                 | Comté de McLennan | Comté de Limestone |

## Démographie
Lors du recensement de 2010, le comté comptait une population de 35 089 habitants. En 2017, la population est estimée à 35 852 habitants,.

Pyramide des âges du comté de Hill (2000).

| Groupes           | Comté de Hill | Texas | États-Unis |
| ----------------- | ------------- | ----- | ---------- |
| Blancs            | 83,5          | 70,4  | 72,4       |
| Autres            | 7,3           | 10,6  | 6,4        |
| Afro-Américains   | 6,3           | 11,9  | 12,6       |
| Métis             | 2,0           | 2,5   | 2,7        |
| Asiatiques        | 0,3           | 3,8   | 4,8        |
| Amérindiens       | 0,5           | 0,7   | 0,9        |
| Total             | 100           | 100   | 100        |
|                   |               |       |            |
| Latino-Américains | 18,3          | 37,9  | 16,7       |